# Sumpango
Sumpango är en kommunhuvudort i Guatemala.   Den ligger i departementet Departamento de Sacatepéquez, i den centrala delen av landet, 24 km väster om huvudstaden Guatemala City. Sumpango ligger 1 897 meter över havet och antalet invånare är 20 884.
Terrängen runt Sumpango är kuperad. Runt Sumpango är det mycket tätbefolkat, med 1 956 invånare per kvadratkilometer. Närmaste större samhälle är Mixco, 13,8 km öster om Sumpango. I omgivningarna runt Sumpango växer huvudsakligen savannskog.